# Perroneta Maillardoz
Perroneta Maillardoz (* vor 1450; † (nach) 1503) war eine Schweizer Äbtissin.
Perroneta Maillardoz war die Tochter der Aymonette Musy und des Johannes Maillardoz, Junker von Rue. Sie war Zisterzienserin des Klosters La Fille-Dieu bei Romont. Mit einer anderen Nonne wurde sie 1487 in das Kloster Bellevaux bei Lausanne versetzt. Maillardoz war bis 1503 als Äbtissin tätig und konnte dem durch die Burgunderkriege geschädigten Kloster zu einem neuen Aufschwung verhelfen.

## Belege
1. ↑  Kathrin Utz Tremp: Perroneta Maillardoz. In: Historisches Lexikon der Schweiz.  14. August 2008.

| Personendaten    | Personendaten         |
| ---------------- | --------------------- |
| NAME             | Maillardoz, Perroneta |
| KURZBESCHREIBUNG | Schweizer Äbtissin    |
| GEBURTSDATUM     | vor 1450              |
| STERBEDATUM      | 1503                  |